# 鉤足亜目
鉤足亜目（こうそくあもく、学名：Ancylopoda）は、哺乳綱奇蹄目に分類される絶滅した動物群。別名カリコテリウム亜目、鉤脚亜目。分類階級は亜目とするのが一般的だが、鉤足下目としてバク型亜目に収めるという考えもあって、研究者によって様々なことに注意しなければならない。この分類群を代表するカリコテリウム科は大きなカギ爪を発達させながら植物食であり、独特なニッチを占めていた。

## 形態
カリコテリウム科は大きく二つのタイプに分けられる。一つはカリコテリウムを代表する仲間で少しゴリラに類似した体形をしており、手の甲を地面につけてナックルウォークをしていた可能性が高い。
もう一つはモロプスを代表する仲間はオカピに類似した体形をしており、首が少し長めであり、かぎ爪を地面につけないように歩いていた。両者も前肢は後肢よりも長く、恐らく後肢で二本立ちできて、かぎ爪で木の葉をたぐりよせて食べていた可能性が高い。このような点はかつて鮮新世から更新世にかけて南米に生息していたメガテリウムに似ている。多くの種はウマぐらいの大きさで頭骨もやや似ている。頬歯（大臼歯）はブノロフォドント（bunolophodont）状で、小臼歯は原始的な形質を持つ。

## 進化史
カリコテリウム科の最古の化石記録は始新世前期の北米に生息したパレオモロプスである。始新世の前期から中期かけて北米、アジア、ヨーロッパから7, 8属が知られている。いずれも小型であり、ヒツジぐらいの大きさであった。進化したカリコテリウム科が登場するのは始新世の後期のアジアであり、その後南極大陸と南アメリカ大陸とオーストラリア大陸を除くすべての大陸へ分布を広げたが、どの時代もあまり繁栄しなかった。そして更新世のアジアとアフリカを最後にカリコテリウム科は絶滅した。

## 分布
北アメリカに始新世前期に出現し、前期～中期にかけてアジア、ユーラシア大陸へ分布、その後後期になり、進化したカリコテリウム科が誕生し、以後アフリカにまで広がった。中新世にはもっとも広く分布した。

## 分類
以下の分類は、遠藤・佐々木 (2001) に従う。
- エオモロプス科 Eomoropidae†
- カリコテリウム科 Chalicotheriidae†

エオモロプス科は祖先的な系統群と考えられているが、フーカー（Hooker, 2005）と冨田（2011）ではエオモロプス科を認めておらずカリコテリウム科の一群としており、また遠藤・佐々木 (2001) では有角亜目バク上科とされていたロフィオドン科Lophiodontidaeを本亜目に含めている。

## ギャラリー

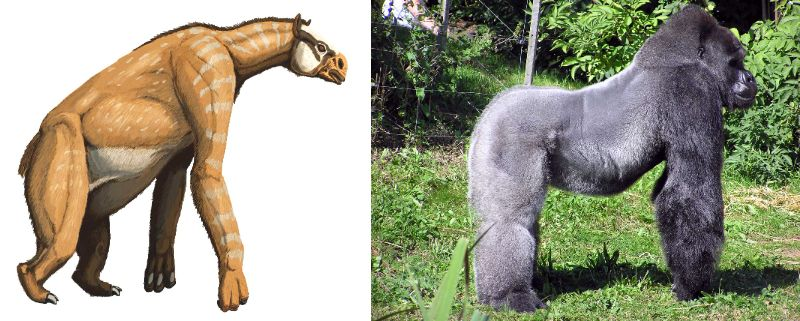
カリコテリウム類と現生のゴリラとの比較。
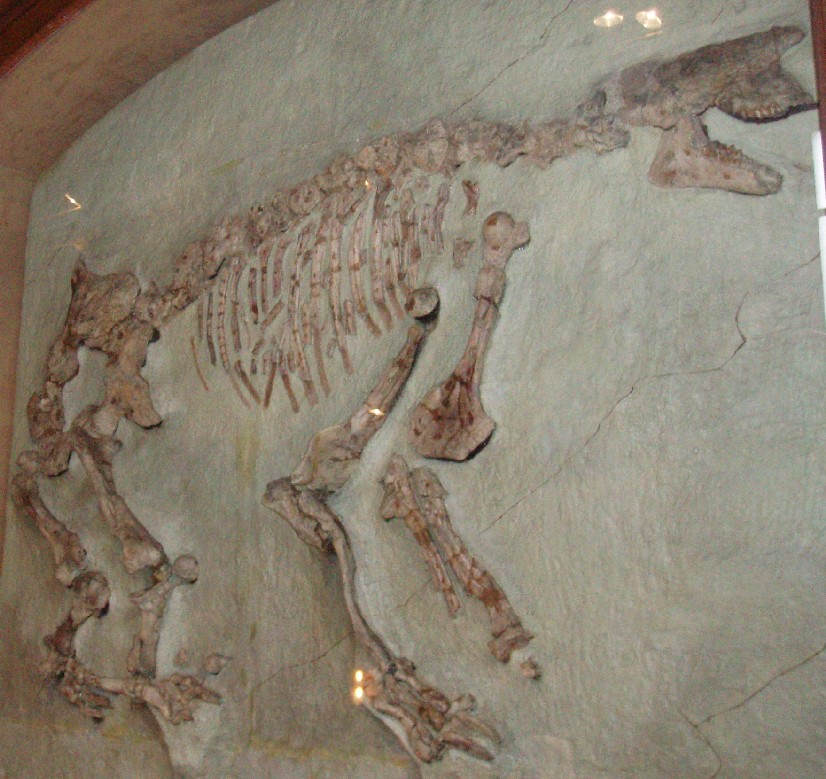
カリコテリウム類の化石。
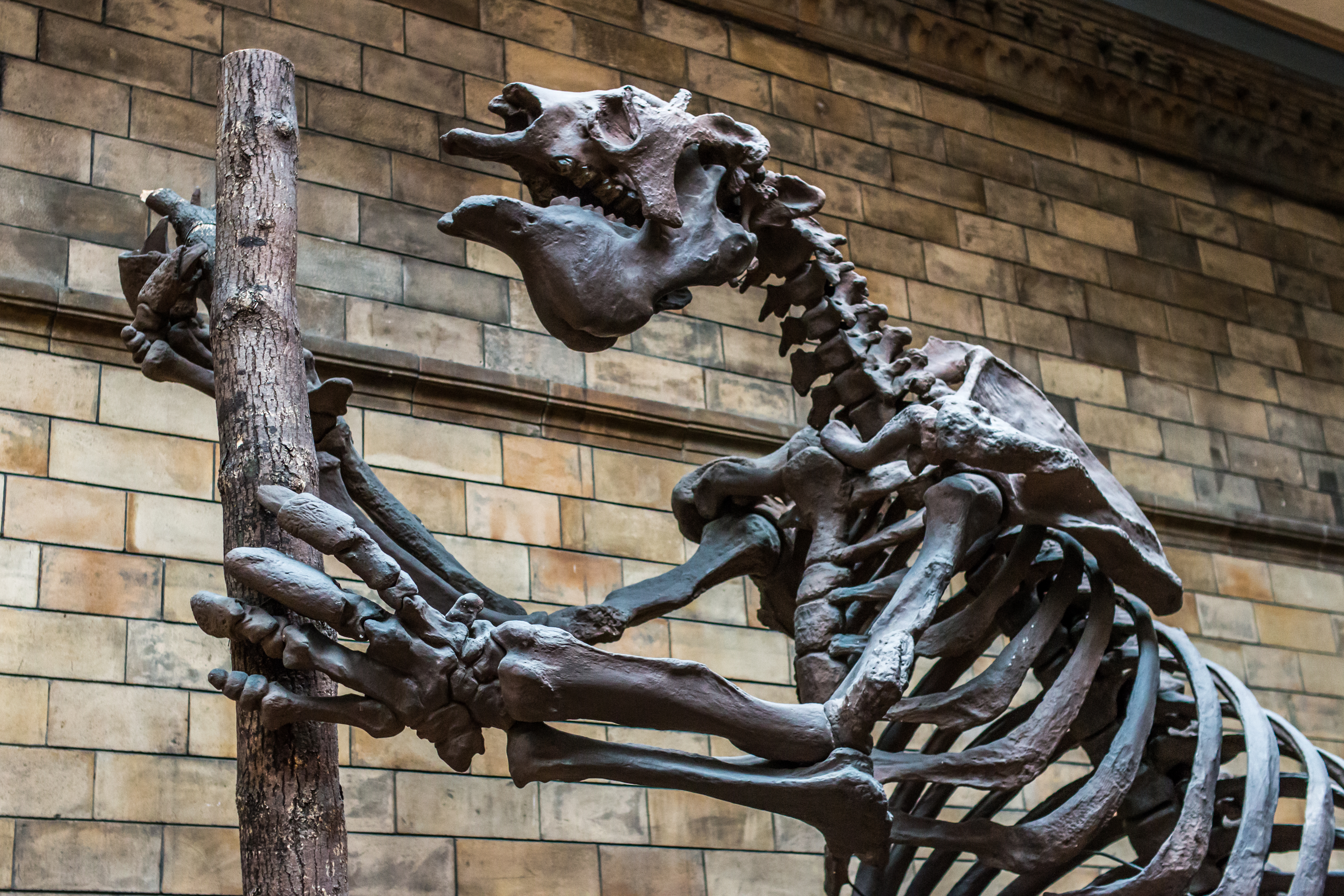
メガテリウム類。カリコテリウム類も前肢を木の幹に当てて姿勢を支えていたと考えられている[4]。